# Claire Akossiwa
Claire Akossiwa (sinh ngày 11 tháng 8 năm 1996) là một tay chèo người Togo.
Cô đã tham dự Thế vận hội Mùa hè 2016 ở Rio de Janeiro, trong scull cá nhân nữ.